# Amphipoea obscura
Amphipoea obscura là một loài bướm đêm trong họ Noctuidae.